# حادثة شرف (فلم)
حادثة شرف (بالإنجليزية: An incident of honor Or hadithat sharaf)، فيلم سينمائي درامي مصري، إنتاج 1971 إخراج: شفيق شامية، تأليف: يوسف إدريس تمثيَل : زبيدة ثروت، شكري سرحان، يوسف شعبان، محسنة توفيق، زوزو ماضي، حمدي أحمد.

## قصة الفيلم
تدور أحداث الفيلم حول بنت بنات (زبيدة ثروت) من أجمل بنات العزبة وتعيش مع أخيها فرج (شكري سرحان) وزوجته مسعده (محسنة توفيق) وتعمل لتساعد أخيها في المعيشة. تقدم لها شاب شعبان (حمدي أحمد) من أهل العزبة لخطبتها برغم رفض أمه أم شعبان (فيفي سعيد) لهذا الزواج واستقرت البنت وكانت على وشك الزواج فيظهر في حياة البنت شاب غريب عبدون (يوسف شعبان) مستهتر يحاول النيل منها مما أدى لفسخ خطوبتها.

## فريق العمل
- إخراج: شفيق شامية
- تأليف: يوسف إدريس
- تمثيل:
  - زبيدة ثروت ... بنات
  - شكري سرحان ... فرج - شقيق بنات
  - يوسف شعبان ... غريب عبدون
  - محسنة توفيق ... مسعده - زوجة فرج
  - زوزو ماضي ... زكيه - البلانه
  - حمدي أحمد ... شعبان

## روابط خارجية
- صفحة الفيلم على موقع السينما